# Hatványtörvény-eloszlás
A hatványtörvény-eloszlás egy olyan valószínűség-eloszlás, melynek sűrűségfüggvénye (vagy diszkrét esetben a tömegfüggvénye) a következő kifejezés:
{\displaystyle p(x)\propto L(x)x^{-\alpha }}
ahol {\displaystyle \alpha >1}, és {\displaystyle L(x)} egy lassan változó függvény, mely kielégíti a 
{\displaystyle \lim _{x\rightarrow \infty }L(t\,x)/L(x)=1} követelményt, {\displaystyle t} konstans mellett.
{\displaystyle L(x)}-nek ez a tulajdonsága közvetlenül abból ered, hogy {\displaystyle p(x)}  aszimptotikusan skála invariáns, és így az {\displaystyle L(x)} csak az alakot befolyásolja és véges mértékben az alsó farok részt. Például, ha {\displaystyle L(x)} egy konstans függvény, akkor van egy hatványtörvény, mely minden {\displaystyle x}re érvényes. Sok esetben kényelmes egy alsó {\displaystyle x_{\mathrm {min} }} értéket feltételezni, melyre a törvény érvényes. E két esetet kombinálva, és ahol {\displaystyle x} egy folytonos változó, a hatványtörvény a következő kifejezéssel irható le:
{\displaystyle p(x)={\frac {\alpha -1}{x_{\min }}}\left({\frac {x}{x_{\min }}}\right)^{-\alpha },}
ahol {\displaystyle x^{-\alpha }} a normalizáló állandó. Ezután tekinthetünk néhány jellemzőt.
A momentum (matematika):
{\displaystyle \langle x^{m}\rangle =\int \limits _{x_{\min }}^{\infty }x^{m}p(x)\,\mathrm {d} x={\frac {\alpha -1}{\alpha -1-m}}x_{\min }^{m}}
ahol {\displaystyle m<\alpha -1}. Ez azt jelenti, hogy minden momentum {\displaystyle m\geq \alpha -1} divergál. Ha {\displaystyle \alpha <2}. az átlagos és minden magasabb rendű momentum végtelen; ha {\displaystyle 2<\alpha <3}, akkor létezik a középérték, de a szórásnégyzet és a magasabb rendű momentumok végtelenek. Ha véges számú mintát veszünk az eloszlásból, akkor ez a viselkedés maga után vonja, hogy a centrális momentum becslések divergáló momentumokra sosem konvergálnak, mivel egyre több adat kumulálódik, és folytatják a növekedést.
Ezt a hatványtörvény-típusú eloszlást Pareto-eloszlásnak is hívják, egy eloszlás Pareto farokkal vagy változó farok méretű eloszlásnak.
Egy másik hatványtörvény-eloszlás, mely kielégíti a fenti formulát, a hatványtörvény exponenciális levágással:
{\displaystyle p(x)\propto L(x)x^{-\alpha }\mathrm {e} ^{-\lambda x}.}
Ebben az eloszlásban az exponenciális hanyatlás felülírja a hatványtörvény viselkedést nagy {\displaystyle x}értékeknél.
Ez az eloszlás az alternatívája az aszimptotikus hatványtörvény-típusú eloszlásnak. Például, habár a Gutenberg–Richter-összefüggést szokták a hatványtörvény-eloszlás példájának említeni, a földrengések magnitudóinak eloszlása nem követi a törvényt {\displaystyle x\rightarrow \infty } esetben, mert a Földhéjben véges mennyiségű energia van, és ezért kell hogy legyen a földrengésnek egy maximum értéke. Amint a skála közelít ehhez az értékhez, csökkenni kezd.